# Brick-goélette

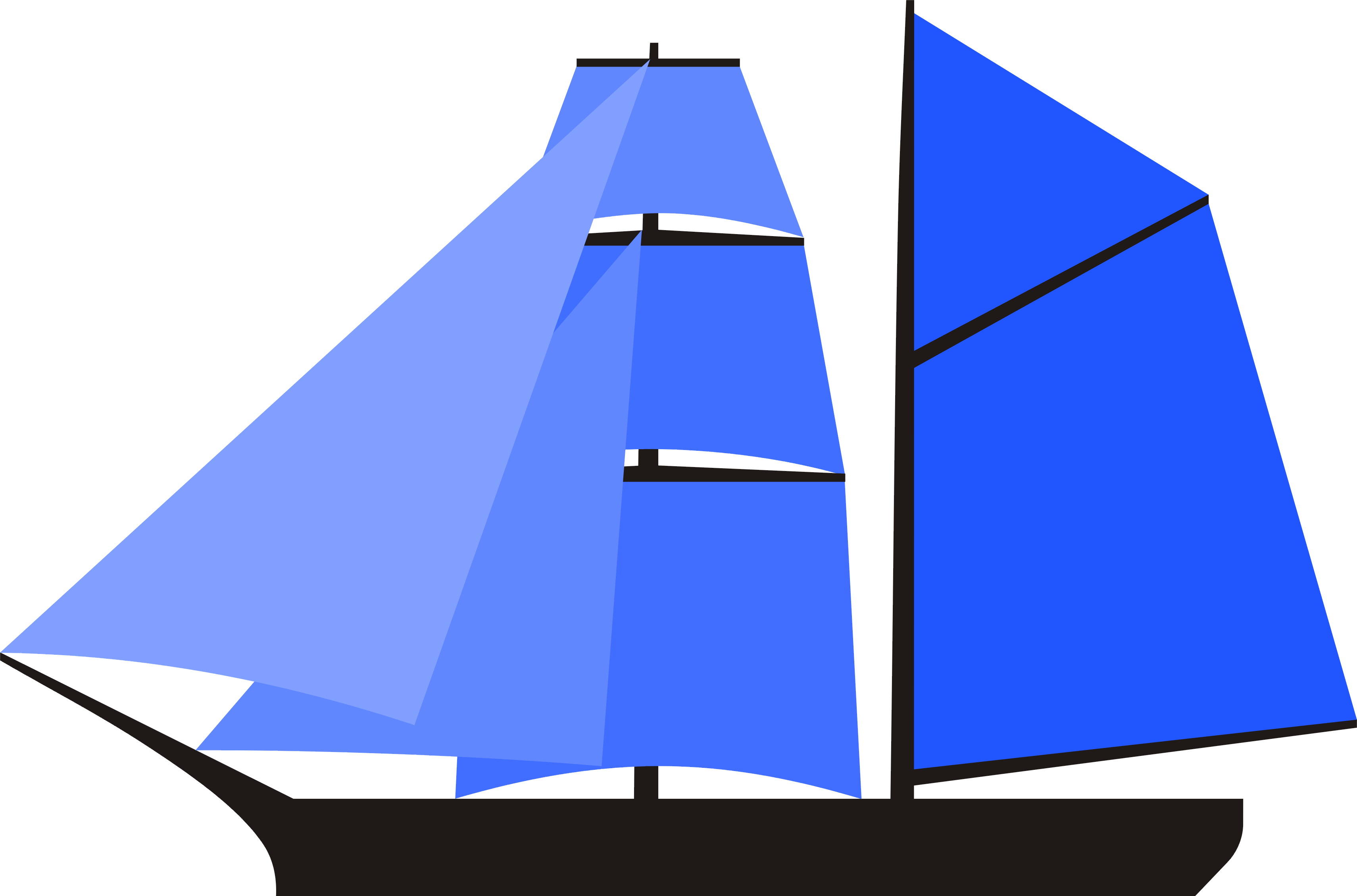
Brick-goelette

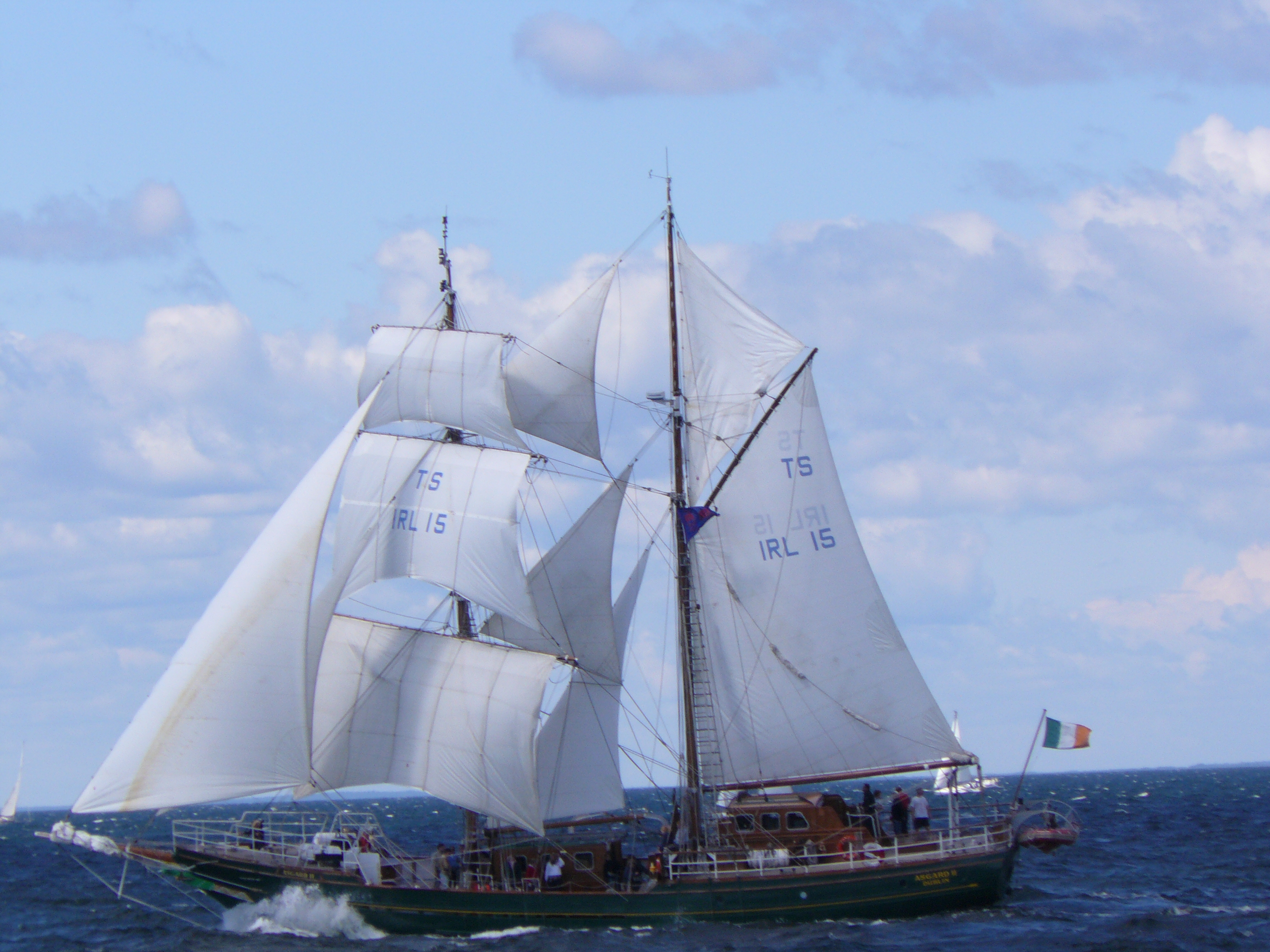
LAsgard II en 2007

Un brick-goélette (encore appelé brig-goëlette) est un voilier à deux mâts avec un mât de misaine (avant) gréé entièrement en voiles carrées et un grand-mât (arrière) gréé entièrement en voiles auriques,.
Le brick-goélette possède sur le grand-mât une très grande voile aurique : brigantine avec ou sans flèche. Il dispose de surfaces de voiles très importantes : le mât de misaine possède un phare carré (jusqu'à 5 voiles), plusieurs focs, et de nombreuses voiles d'étais courent entre les mâts.
En anglais, on le désigne par les termes "hermaphrodite-brig" ou "shooner-brig" ou "brigantine" s.l. (Le terme "brigantine" désigne en Amérique du Nord un brick-goélette alors qu'en Europe, il désigne un brigantin).

## Caractéristiques et historique
Son nom vient du mélange de son gréement : mât de misaine comme un brick, grand-mât comme une goélette.
Les brick-goélettes disposent des qualités de ces deux navires:
- La vitesse (moins toutefois qu'un brick par vent arrière),
- La maniabilité surtout par vent latéral, grâce à son grand-mat à voiles auriques et à son équipage réduit par rapport au brick pour un navire équivalent.

Rapides et manœuvrables, ils ont été fortement utilisés vers la fin XVIIIe siècle et au XIXe siècle comme navires négriers, corsaires, forceurs de blocus. Leur évolution à la pêche sera la base des terre-neuviers et l'allongement de leur coque avec l'implantation d'un troisième mât en fera des clippers.

## Galerie d'images
|  |  |
|  |  |

## Comparaison des gréements à deux mâts (grand-mât à l'arrière)
il existe des variantes de gréements voisins des brick-goélettes :
- Le brick, gréé en voiles carrées sur les deux mâts avec une grand-voile et une brigantine.
- Le brigantin désigne un gréement voisin du brick ou du brick-goélette sans grand-voile avec une grande brigantine[5].
- La goélette se distingue du brick par son gréement complet avec des voiles auriques ou voiles triangulaires.
- Les goélettes qui disposent de voiles carrés s'appellent les goélette à huniers.
- Le senau ("snow " an anglais) est un deux-mâts de commerce ou de guerre, peu fréquent, très proche du brick. Il est gréé en voiles carrées avec un petit mât additionnel dit de tapecul ou "mât de Senau" à l'arrière du grand-mât (qui est dédoublé).

| Type de gréement  | Brick                     | Brigantin | Brick-goélette                                                                          | Goélette à doubles huniers                                                          | Goélette à Hunier                                 | Goélette ou Goélette franche                         |
| Type de gréement  | ("brig" en anglais)       | ("Brigantine" s.s. en anglais)                                                                                  | ("hermaphrodite-Brig" ou "shooner-brig" ou "brigantine" s.l. en anglais)                | ("double-topsail schooner" ou "jackass brig" en anglais)                            | ("topsail schooner" en anglais)                   | ("schooner" en anglais)                              |
| ----------------- | ------------------------- | --- | --------------------------------------------------------------------------------------- | ----------------------------------------------------------------------------------- | ------------------------------------------------- | ---------------------------------------------------- |
| Type de gréement  | Brick ("brig" en anglais) | Brigantin ("Brigantine" s.s. en anglais) · Brigantin                                                            | Brick-goélette ("hermaphrodite-Brig" ou "shooner-brig" ou "brigantine" s.l. en anglais) | Goélette à doubles huniers ("double-topsail schooner" ou "jackass brig" en anglais) | Goélette à Hunier ("topsail schooner" en anglais) | Goélette ou Goélette franche ("schooner" en anglais) |
| Exemple de Navire |                           | Le brigantin Experiment, the Newburyport, construite à Amesbury en 1803 (peinture de Nicolay Carmillieri, 1807) |                                                                                         |                                                                                     |                                                   |                                                      |

## Exemples de brick-goélettes

### Navire existants
Quelques bateaux anciens de ce type, ou répliques sont visibles :
- le Baltic Beauty (1926),  Pays-Bas ;
- le Swift of Ipswich (1937),  États-Unis ;
- le Kapitan Glowacki (1944),  Pologne ;
- le Søren Larsen (1949),  Royaume-Uni ;
- le Jean de la Lune (1957),  Écosse ;
- le STS Young Endeavour (1987),  Royaume-Uni ;
- Le SSV Corwith Cramer (1987),  États-Unis ;
- le Tunas Samudera (1989),  Malaisie ;
- le Kaisei (1990),  États-Unis ;
- le Swan (1993,  Italie. C'est le plus grand brick-goélette du monde ;
- Le SSV Robert C. Seamans (2001),  États-Unis ;
- l’Irving Johnson (2002),  États-Unis ;

### Navires disparus
- L’Asgard II (1981),  Irlande. Il a sombré en 2008 au large de Belle-Île-en-Mer.